# Alberto Miguel
Alberto Miguel Martín (Laredo, 29 maggio 1977) è un ex cestista spagnolo.

## Palmarès
- Copa Príncipe de Asturias: 1

Atapuerca Burgos: 2013